# 解放橘郡
解放橘郡（法語：État Libre d'Orange）是一家法国香水品牌，由Etienne de Swardt于2006年创立。

## 品牌
“État Libre d'Orange”（自由橙郡）这一名称，源自19世纪的布尔共和国奥兰治自由邦（19世纪南非的一个独立国家） 。
2012 年，该品牌已在20个国家建立分销网络，并拥有在线销售网站 。品牌与众多调香师以合作模式展开合作，调香师根据品牌提供的主题创作香水。

## 视觉识别
品牌的标志是在一个白色圆盘上，饰以蓝白红三色徽章 。
所有香水瓶的设计风格统一，仅在香水名称上有所区分，香水名称环绕于品牌标志周围。